# Тракијска гробница Александрово
Тракијска гробница Александрово налази се недалеко од села Александрова, на 19 км од града Хаскова, у Бугарској. Потиче из 4. века пре нове ере, откривена је 2000. године, и представља једну од највећих и најзначајнијих грађевина тог типа у Бугарској.

## Откриће гробнице
Гробницу непознатог тракијског аристократе открио је тим археолога под вођством др Георгија Китова (1943 – 2008) пролазећи кроз рупу на хумци коју су раније направили ловци на благо. Хумка је у близини села, висине око 15 м, а пречника преко 70 м. У гробницу се улази кроз ходник дугачак око 14 м. Гробница је коришћена као храм – маузолеј. Ниски ходници и мали улази приморавају посетиоце да се сагну како би могли проћи испод и ући у свет фрески богатих боја и дезена, цветних и геометријских мотива, слика коњаника, домаћих и дивљих животиња.

## Трачани
Трачани су у I миленијуму п. н. е. били један од највећих народа у Европи. Подељени у многа племена, настањивали су источне делове Балканског полуострва, као и нека подручја у северозападној Малој Азији. У плодним равницама Тракије развијена је пољопривреда, а у планинским крајевима људи су се бавили сточарством. Добро су били развијени и рударство, обрада метала, керамика, обрада коже и дрвета. 
Према археолошким артефактима који манифестују тракијску културу, најкарактеристичније и најпознатије су сахране богатих људи, често у монументалним гробницама и под импресивним хумкама. Број тракијских хумки у Бугарској износи неколико десетина хиљада. Пронађено тракијско благо открива богатство локалне аристократије и указује на неке њихове религиозне ритуале.

## Фреске
Фреске у потпуности покривају округле и правоугаоне одаје и мали део ходника. Сцене лова и битке, као и сцене са погребне гозбе, смењују се са једнобојним или украсним декорацијама. Коњаник заузима простор изнад улаза у централну собу, а пешак му се супротставља, очигледно у борби.
Фреске у округлој соби одликују се разноликошћу и богатством. Собу краси шест хоризонталних зона у вертикалном низу. Две зоне имају фигуралне украсе (23 људске фигуре). Најбоље очувана је зона на којој се приказују призори лова. Слике коњаника су посебно важне због њихове научне вредности. Коњаници су обучени у тунике, неки носе панталоне. Наоружани су копљима и мачевима. Облици оружја доприносе знању о тракијском наоружању и ратовању. Фигуре коња и њихова опрема је изузетно детаљно представљена.

## Кружна комора
Александровачка гробница има ходник дугачак 15 метара. Улаз чија је фасада давно уништена, окренут је према истоку. Ходник води у правоугаону комору. Кровна конструкција је трапезоидног облика. Пролаз између ходника и предворја је правоугаоног облика. Улаз води у округлу комору, пречника 3,30 м на дну и висине 3,40 м.
На једној од осликаних зона нађено је једно од најинтригантнијих и најмистериознијих открића у гробници. Реч је о богато украшеној једнобојној црвеној зони на којој је оштро урезана слика левог профила младића. Изнад портрета грчки је натпис „Кодзимасес Хрестос“. Према тумачењу, прва реч је лично име трачког порекла, док је друга надимак, што значи способан, вешт или спретан. Дакле, натпис се може тумачити као Кодзимасес Мастер, а графитна слика може бити портрет и аутограм уметника који је осликао гробницу. Црвена зона окруњена је геометријским фризом повезаних „свастика“ обојених у бело и црно. Испод је обрубљена јонском цимом, а горе - уском белом кутијом испрекиданом црвеном бојом.
Одмах изнад је најбоље сачувани фигурисани фриз, који приказује призоре лова. Лов је једна од најпопуларнијих тема у тракијској уметности. Може се видети на десетинама споменика, украса, посуда, заветних плоча итд. У космологији древних Трачана, космолошки ред може се успоставити победом над силама хаоса. Победивши вепра - оличење хаоса, владар је обновио универзални поредак и прешао на нови, виши статус.
Занимљиво је да се понавља иста сцена - коњаник и пешак нападају свиње и јелене. У основи постоје две интерпретације сцена - или коњаници приказују владара у различитим фазама његовог живота, или приказују владара како лови са својим пријатељима, члановима тракијске аристокрације. Коњи које јашу, као и одећа владара, у различитим су бојама - сивој, жутој, белој и црвеној, што симболизује различите фазе живота владара. Главно место је додељено јахачу који јаше црвеног коња. Јаше у супротном смеру од других коњаника и једини је са леопардовим седлом. Јахач црвеног коња симболизује владара у последњем стадију свог живота, а седло леопарда показује његов високи статус.

## Музеј
Изградња Музејског центра започела је у фебруару 2008. године, уз помоћ јапанске владе, и званично су га отворили 15. маја 2009. године, јапански принц и принцеза Акишино и председник Бугарске, Георги Парванов.    б  улгариа травел  Центар „Тракијска уметност у источним Родопима“ простире се на површини од 834 m² и налази се у близини гробнице. У једном делу су музејске збирке и реплика гробнице, а други део је организован као модеран истраживачки центар. Међу најлепшим изложеним предметима су и 98 златних предмета и украса и накита.   
Реплика гробнице је централна тачка музеја. Стручњаци су репродуковали комплетан објекат, са свим цртежима, до најситнијих детаља у размери 1: 1. Оригинална гробница је недоступна посетиоцима.